# Otrișkî, Pokrovske
Otrișkî (în ucraineană Отрішки) este un sat în așezarea urbană Pokrovske din raionul Pokrovske, regiunea Dnipropetrovsk, Ucraina.

## Demografie
Componența lingvistică a localității Otrișkî
     Ucraineană (96,2%)
     Rusă (2,53%)
     Alte limbi (0,84%)
Conform recensământului din 2001, majoritatea populației localității Otrișkî era vorbitoare de ucraineană (96,2%), existând în minoritate și vorbitori de rusă (2,53%).